# Worm Infested
A Worm Infested az amerikai Cannibal Corpse második EP-je, amely 2003. július 1-jén jelent meg. A lemezen egy Possessed-, egy Metallica-, valamint egy Accept-feldolgozás is helyet kapott a saját szerzemények mellett.

## Számok
1. Systematic Elimination – 2:53
2. Worm Infested – 3:29
3. Demon's Night (Accept-feldolgozás) – 4:16
4. The Undead Will Feast (az eredetileg 1990-ben megjelent dalt George „Corpsegrinder” Fisher újraénekelte.) – 2:53
5. Confessions (Possessed  feldolgozás) – 2:56
6. No Remorse (Metallica feldolgozás) – 6:15

## Fordítás
- Ez a szócikk részben vagy egészben  a   Worm Infested című angol Wikipédia-szócikk fordításán alapul.  Az eredeti cikk szerkesztőit annak laptörténete sorolja fel. Ez a jelzés csupán a megfogalmazás eredetét és a szerzői jogokat jelzi, nem szolgál a cikkben szereplő információk forrásmegjelöléseként.

## Külső hivatkozások
- Cannibal Corpse hivatalos honlapja